# Vito de Lucania
San Vito (en latín, Vitus; conocido en francés como Saint Guy) (Mazara del Vallo, siglo III – Lucania, 15 de junio de 303) fue un niño mártir y santo inscrito en el grupo de los Santos auxiliadores. Su festividad tradicional se celebra el 15 de junio.
Hijo de un pagano siciliano, tuvo como preceptores a los cristianos Santa Crescencia y San Modesto, que lo bautizaron a escondidas de su padre. Intentó, sin éxito, convertir al hijo del gobernador Valeriano. Estuvo encarcelado durante siete años a causa de su fe cristiana. 
Murió martirizado en 303, a los 13 años, siendo apenas un niño, junto a Santa Crescencia y San Modesto durante las persecuciones de Diocleciano. Su cuerpo se conserva en la Iglesia Colegiata de Omegna. Guardado en una urna, es sacado en una procesión solemne el último sábado de agosto.
San Vito fue, durante mucho tiempo, invocado contra el llamado baile de San Vito (síntoma tanto de la corea de Huntington como de la corea de Sydenham), convulsiones neurológicas.
Es representado con el símbolo de la palma, común a todos los que han sufrido martirio. 
La catedral de Praga está dedicada a este santo.